# Fraternitas
Fraternitas − pismo informacyjne Zakonu Braci Mniejszych − franciszkanów ukazujące się w Rzymie. Od 2002 tylko w formie elektronicznej.
Pierwszy numer ukazał się 10 listopada 1967 w języku łacińskim. W jego powstanie zaangażowany był osobiście ówczesny minister generalny Constantine Koser OFM. Pismo było dostępne w internecie od 1998. Obecnie ukazuje się w formie elektronicznej w ośmiu językach: angielskim, włoskim, francuskim, niemieckim, portugalskim, hiszpańskim, chorwackim i polskim.